# Wahlenbergia candolleana
Wahlenbergia candolleana là loài thực vật có hoa trong họ Hoa chuông. Loài này được (Hiern) Thulin miêu tả khoa học đầu tiên năm 1975.